# Discodermia papillata
Discodermia papillata är en svampdjursart som beskrevs av Carter 1880. Discodermia papillata ingår i släktet Discodermia och familjen Theonellidae.
Artens utbredningsområde är havet utanför Indien. Inga underarter finns listade i Catalogue of Life.